# Manuel Camarón y Meliá
Manuel Camarón y Meliá – hiszpański malarz.
Pochodził z rodziny o artystycznych tradycjach. Jego dziadek Nicolás Camarón Lloro był rzeźbiarzem, a ojciec José Camarón Boronat i brat José Camarón y Meliá byli malarzami. 
Początkowo uczył się w warsztacie ojca, później studiował w Królewskiej Akademii Sztuk Pięknych San Carlos w Walencji. Malował portrety, pejzaże, dzieła o tematyce historycznej i kostumbrystycznej. Był znanym dekoratorem wachlarzy – to rzemiosło było niezwykle cenione w Walencji. Po śmierci ojca dokończył jego pracę nad freskami w katedrze w Segorbe.